# Orthiospiza howarthi
Il frosone di Mauka o fringuello montano (Orthiospiza howarthi James & Olson, 1991) è un uccello passeriforme estinto della famiglia Fringillidae. Rappresenta l'unica specie ascritta al genere Orthiospiza James & Olson, 1991.

## Etimologia
Il nome scientifico del genere, Orthiospiza, deriva dall'unione delle parole greche όρθιος (orthios, "dritto") e σπιζα (spiza, "fringuello"), mentre quello della specie, howarthi, è stato dedicato all'entomologo Frank Howarth, che ne rinvenne i resti.

## Descrizione
La specie è nota solo in base al ritrovamento di subfossili: si trattava di uccelletti dall'aspetto massiccio è simile a quello dei "frosoni" hawaiiani del genere Chloridops, dai quali differiva per le grosse narici poste direttamente sul becco. Le sue dimensioni eguagliavano quelle del fringuello della koa maggiore, facendone uno dei drepanidini di maggiori dimensioni.

## Biologia
Similmente a molti drepanidini ancora viventi, il frosone di Mauka doveva essere un uccello dalle abitudini essenzialmente diurne, che viveva da solo o in piccoli gruppi familiari: il becco, sebbene massiccio, era piuttosto debole, sicché si ritiene che questi uccelli si nutrissero perlopiù di frutta, bacche, semi non eccessivamente duri ed altro materiale vegetale.

## Distribuzione e habitat
La specie era endemica dell'isola hawaiiana di Maui, dove abitava le foreste montane al di sopra dei 1000 m di quota sul vulcano Haleakalā.

## Tassonomia
I legami tassonomici di questa specie con gli altri drepanidini rimangono ancora poco chiari: secondo alcuni, essa sarebbe affine alle specie dal becco più robusto, corrispondente al taxon obsoleto degli Psittirostrini.

## Estinzione
Questi uccelli si sono estinti anteriormente all'arrivo degli europei nell'arcipelago: la loro scomparsa avvenne probabilmente in seguito all'arrivo dei coloni polinesiani alle Hawaii, o forse addirittura ancora precedentemente, durante la transizione Pleistocene-Olocene.

Degno di nota è il fatto che questi uccelli sembrerebbero essere stati da sempre confinati in ambiente montano (a differenza di molte altre specie di drepanidini, ritiratevisi per sfuggire alle malattie importate dai coloni): mancano infatti resti ascrivibili ai frosoni di Mauka dai ricchi giacimenti fossiliferi delle pianure hawaiiane.